# ドキ死 (映画)
『ドキ死』（ドキし、心跳死）は、井上康平監督の映画作品。主演はNakanoまるで、田中健介、華村あすか、岩崎拓馬らが出演した。
2018年11月17日から12月14日にK7s cinemaとアップリンクで開催された「MOOSIC LAB 2018」の短編部門に出品された作品で、主人公の中野並子が人に恋をしてストーカーになってしまうことで、起きてしまった出来事を綴ったラブコメディ。

## 背景
映画の制作に当たり、ロケ地やキャスト、車両にかかる費用や撮影・照明機材のレンタル代をクラウドファンディングサイト「CAMPFIRE」で募った。
主演は、本作が自身初の主演作品となるNakanoまるで、主題歌も担当した。
MOOSIC LAB 2018の短編部門グランプリを本作、ベストミュージシャン賞と女優賞をNakanoまるが受賞した。これを受け、当初リリース予定がなかった本作の主題歌の配信リリースが決定した。
2019年12月28日の4時45分よりテレビ西日本にて、同じくMOOSIC LAB 2018出品作品『デッドバケーション』とともにテレビ放映された。

## キャスト
- 中野並子 - Nakanoまる[2][3]
- 順平 - 田中健介[3]
- 麗奈 - 華村あすか[8][3]
- ヤマシタ - 岩崎拓馬[3]

## スタッフ
- 監督：井上康平
- 脚本：鳥皮ささみ
- 企画：直井卓俊
- ラインプロデューサー：田中大地
- 撮影・照明：平井諒
- 録音：志萱大輔
- 音楽：Nakanoまる
  - 挿入歌「爽やか山下くん」
  - 主題歌「ドキ死」
- 助監督:与田香菜子
- 制作：菅野陽奈子、板谷 洋
- グレーディング：中原勇貴
- サウンドデザイナー：荒川翔太郎
- オフショット：高松彩花
- ロゴデザイン：末髙彩乃
- 配給：SPOTTED PRODUCTIONS
- 制作：osampo

## 授賞
- MOOSIC LAB 2018
  - 短編部門グランプリ
  - ベストミュージシャン賞（Nakanoまる）
  - 女優賞（Nakanoまる）